# نادین بیلر
نادین بیلر (به انگلیسی: Nadine Beiler) (زاده ۲۷ می ۱۹۹۰) خواننده اتریشی است.
او در مسابقه آواز یوروویژن ۲۰۱۱ نماینده اتریش بود.